# 保安州 (元朝)
保安州，元朝时设置的州。
唐朝时为新州。辽朝改奉圣州。金朝为德兴府。元朝初年，沿袭旧制。旧领四县：永兴县（即今河北省涿鹿县）、矾山县、缙山县、怀来县。至元二年（1265年），省矾山县入永兴县。至元三年（1266年），省缙山县入怀来县，改为奉圣州，隶宣德府。至元四年（1267年），以地震改保安州，改属顺宁府，领一县：永兴县。至元五年（1268年），复置缙山县。延祐三年（1316年），以缙山县、怀来县仍隶大都路。
明朝洪武初省。永乐十三年（1415年）复置保安州，直隶京师顺天府。景泰二年（1451年），移治今河北省怀来县西北新保安，辖境相当今河北省涿鹿县、怀来县西部、张家口市东南部及宣化区一小部分地。清朝复徙旧治，康熙三十二年（1693年）往属宣化府。1913年省。